# PET WIZ
『PET WIZ』（ペットウィズ）は、森田夏菜による日本の4コマ漫画作品。『まんがぱれっとLite』（一迅社）誌上でVOL.1-28（VOL.4・8休載）まで連載。

## あらすじ
ペットショップPET WIZで働くことになった野間さくらは、動物が大好きだが動物からは全く好かれない体質。同じく須田ありすは動物が怖いが、動物からは好かれる体質。さくらの動物に好かれない体質を、ありすの動物への恐怖を改善するために、2人は訓練を続けながらPET WIZで働く。

## 登場人物
野間さくら
18歳の女子大生。
動物はなんでも好きと豪語するくらい動物を愛しているが、動物からは全く好かれない。
その嫌われ方は、猛禽類用のグローブを付けて触っても動物が気絶するほど筋金入り。
動物から嫌われる体質を直す特訓のためにPET WIZでアルバイトを始める。
長身で、その事も動物から好かれないことに並ぶコンプレックスでもある。
長身の上にPET WIZの店内の作りが小さめなので、しょっちゅうあちこちに頭をぶつける。
くせっ毛で毛がハネるため、友人の水島あいの助言で外ハネにしている。
小学生の頃から動物に避けられていたが、その体質のおかげで小学校にクマが入ってこないため、あだ名が「守護神」だったことも。
時折、おたく（腐女子?）的発言をするなど、そちらの知識もあり、なぜか美術系学校の生徒でもないのにグラフィックソフトの扱いに長けている。
ありすとは歳は違うが同じような苦労を抱えている事と、何かとお互いが補い合う関係のためか非常に仲がいい。
最終的には動物には逃げられるものの、動物も逃げることを楽しむという一種の遊び仲間と思ってもらえるようになった。
名前の由来は桜肉から。
須田ありす
高校生でさくらと共にPET WIZにアルバイトとして働くことになる。
さくらとは逆に非常に動物に好かれるものの、本人は動物が怖い。
動物が怖いものの動物自体は好き。
非常に身長が低く、まみは初見で高校生とは分からなかった。
動物への恐怖を克服するために、普段はカメをパートナーに猛禽類用のグローブを付けて触れるようになる訓練を積んでいる。
最終回直前で、ついにこのカメを自分の家で飼うことにし、世話も一人で出来るようになった。
名前の由来はリスから。
館林まみ
PET WIZの店員でさくらと同じ18歳。
さくらとありすの先輩にあたり、2人の教育係でもある。
作中唯一のメガネユーザーかつ、唯一の関西弁。
先輩であるだけに知識も豊富で、さくらやありす、そして訪れるお客さんに的確な指示やアドバイスを出す頼れる人。
貴重なツッコミ要因でもあり、常識人。
もちろん、動物に対する愛情は深く、生き物を捨てる人間は許せない。
また、ペットを売るだけではなく、猫を飼うに当たって全く知識の無かったあいに特別授業をするなど、店員の鑑でもある。
名前の由来は東京にある狸と書いてまみと読む地名と、狸が登場するお話『分福茶釜』の舞台となった茂林寺が館林市にあることから。
卯ノ花みはる
PET WIZの店長。
あらゆる動物の知識を持っており、店の仕事から経営、果てはオーダーメイドで動物の服まで作るスーパーウーマン。
服作りが得意で、動物の体の構造や動き方を熟知している彼女ならではの作りで、PET WIZの裏メニューとなっている。
普段は作らないが、ハロウィンでは人間の衣装も制作していた。
いつも笑顔を絶やさない見た目通りの優しい性格で天然が入っているが、行動力があり、店の経営も軌道に乗せる経営手腕を持つ。
実はうわばみ。
名前の由来はウサギから。
水島あい
さくらの幼馴染で親友。
一家揃って非常に大雑把な性格をしており、そのため話の中では自然とボケ役になる。
PET WIZで買ったロシアンブルーのルビーを飼っている。
時折、読者目線で発言をしたり、萌えを理解していたりと、大雑把以外でも発言は一線を画す。
まみに対して時折、百合的な発言をすることがある。
さくらにペットショップで働くことを勧めた張本人でもある。
名前の由来は弟の「とおる」と併せてラブラドール・レトリバーから。
山根まり
PET WIZの裏にある動物病院の獣医。
みはるとは学生時代からの友人。
基本的に動物であれば何でも診るため、人気が集まり非常に多忙。そのため睡眠時間が短く常に眠そうで、隙あらば患畜や来客を枕にして寝る。もっとも、居眠りは学生時代からのものらしい。
男性に非常にモテるが、本人に全く自覚がないためほとんどその気持ちは気付かれない。
みはる同様、実はうわばみ。
水池みさ
まりの病院で看護士をしている女性。
非常にまりの扱いに慣れている。
みはる・まり同様、うわばみ。
須田クリス
ありすの兄
ありすの兄で長男。成人済み。
完全なシスコン。
アリス同様、動物に好かれる体質で、頻繁に動物まみれになるが、動物が怖いということはない。
男前ではあるのだが、普段から顔まで動物まみれになっているため、第一印象は大抵「怪奇・鳥人間」など。
免許取得者。
名前の由来はありすがリス由来のため、同じくリス。
須田イチイ
ありすの兄でありすの次兄。
イチ兄さん（イチ・ニイ・サン）。
ありす同様動物に好かれるが、2人ほどではなく、1匹に懐かれる程度。
しかし、その1匹はさくらが近付いても離れないほど懐く。
甘い物が苦手。
クリス同様、免許取得者だが、未成年のためお酒は飲めないため運転要員になることも。
名前の由来はありすがリス由来のため、リスの好物イチイから。
水島家
あい同様非常に大雑把な一家。
父・母・あい・とおるの4人家族。
新しく家族に加わったロシアンブルーのルビーを文字通り猫可愛がりしている。

## 単行本
- 一迅社より「4コマKINGSぱれっとコミックス」として刊行。
  1. 2009年9月5日発行 ISBN 978-4-7580-8056-9
  2. 2010年9月5日発行 ISBN 978-4-7580-8095-8